# برايان ماكفي
برايان ماكفي (بالإنجليزية: Brian McPhee)‏ (23 أكتوبر 1970 بغلاسكو في المملكة المتحدة - ) هو لاعب كرة قدم بريطاني في مركز الهجوم. لعب مع نادي دمبرتون وهاميلتون أكاديميكال ونادي كلايد ونادي سترنرير ‏ ونادي أردريونيانز وأردريونيانز وBathgate Thistle F.C. ‏ وكامبسلانج رينجرز ‏ ونادي ويشاو ‏ ونادي كوينز بارك ونادي ليفينغستون لكرة القدم.

## وصلات خارجية
- برايان ماكفي على موقع Soccerbase.com (لاعب) (الإنجليزية)